# Елаїс Тавшан
Елаїс Тавшан (нід. Elayis Tavşan, нар. 30 квітня 2001, Роттердам, Нідерланди) — нідерландський футболіст турецького походження, вінгер італійського клубу «Верона».

## Ігрова кар'єра

### Клубна
Елаїс Тавшан народився у Роттердамі і є вихованцем футбольної школи місцевої «Спарти». Перед сезоном 2018/19 футболіста було внесено в заявку першої команди на чемпіонат Нідерландів. В основі Елаїс провів лише одну гру — 18 листопада проти НЕКа. Паралельно з цим він грав за дублюючий склад «Спарти» у третьому дивізіоні чемпіонату країни.
Сезон 2019/20 Тавшан провів в оренді у клубі Еерстедивізі «Телстар». А в червні 2020 року перейшов до клубу Ередивізі НЕК, з яким підписав контракт на три роки.
У січні 2024 року Тавшан приєднався до італійської «Верони» і 28 січня дебютував у чемпіонаті Італії.

### Збірна
У 2018 році у складі юнацької збірної Нідерландів (U-17) Елаїс Тавшан став переможцем юнацького чемпіонату Європи, що проходив в Англії.
У 2023 році Тавшан брав участь у молодіжному чемпіонаті Європи, де зіграв одну гру проти молодіжної збірної Грузії.

## Титули
Нідерланди (U-17)
 Переможець юнацького чемпіонату Європи: 2018